# Коган Григорій Михайлович
Григо́рій Миха́йлович Ко́ган (24 червня (7 липня) 1901, Могилів — 9 серпня 1979, Москва) — радянський піаніст, педагог, музикознавець, доктор мистецтвознавства (1940).

## Біографія
Батьки належали до кола соціал-демократів — послідовників Г. В. Плеханова, відомих в російській історії як меншовики. Це наклало відбиток на все мислення майбутнього музиканта, який до кінця днів залишався переконаним марксистом, розуміючи це вчення саме в Плеханівському трактуванні. Після поразки революції 1905—1907 сім'я емігрувала в Бельгію, де Г. М. Когана почав музичну освіту. У 1911 р. вони повернулися в Київ, де 1914-го він вступив в консерваторію. Навчався по класу фортепіано у А. Н. Штосс-Петрової і В. В. Пухальського, також брав уроки композиції у Р. М. Глієра. Закінчивши консерваторію 1920 р., почав викладати в ній же і виступати з концертами. З 1926 по 1943 рр. працював в Московської консерваторії, де читав розроблений ним курс історії та теорії піанізму (з 1936-го завідував кафедрою цієї дисципліни). У 1932-му очолив комісію з підготовки Першого Всесоюзного конкурсу музикантів-виконавців, однак надалі вийшов з її складу через розбіжності з Сектором мистецтв Наркомосу РРФСР і потім опублікував в журналі «Радянська музика»(1933, № 4) стримано-критичну статтю про підсумки конкурсу  .. У 1940 р., після відновлення системи наукових звань і ступенів, одним з перших здобув ступінь доктора мистецтвознавства за сукупністю заслуг, без захисту дисертації.
У 1941 р. евакуювався разом з основним складом Московської консерваторії в Саратов. У 1943 р. звільнився з Московської консерваторії на знак протесту проти того, що в Москві почали набирати новий штат Московської консерваторії, тоді як значну частину колишнього професорсько-викладацького складу передбачалося залишити в Саратові. Його місце зайняв його колишній учень О. О. Ніколаєв. Серед учнів Когана періоду його штатної роботи в Московській консерваторії — також А. Д. Алексєєв, С. Т. Ріхтер та інші відомі музиканти.
У 1948 р. взяв активну участь в організації Спілки радянських композиторів, очолив у ньому Комісію з музичної освіти, яка розробила рекомендації з розвитку широкої мережі музичних шкіл у країні.
На запрошення Назіба Жиганова в кінці 1940-х — початку 1950-х був прийнятий у штат Казанської консерваторії, де серед його учнів були С. А. Губайдуліна, І. Є. Гусельников та інші музиканти.
Як піаніст виступав з концертами в СРСР і в Болгарії (в капіталістичні країни влада його не випускала), володіючи широким репертуаром і пропагуючи музику маловідомих композиторів, а також сучасні радянські твори. Сфера наукових інтересів Когана-музикознавця охоплювала проблеми психології виконавства і роботи піаніста, зв'язку техніки і стилю. Також йому належать дослідження про піаністів і клавесиністів, критичні статті та ряд книг. Був активним пропагандистом творчості С. В. Рахманінова, в рукописі залишилася його невидана книга про цього музиканта. Невиданими залишаються також книга мемуарів «Роман мого життя» і книга афоризмів «Життя в думках», а також близько 60 годин магнітофонних записів: сольна фортепіанна гра, курси лекцій та окремі виступи, інтерв'ю, показові уроки.
У 1970-му в статті «Про теорію ленінізму і практику будівництва соціалізму в Радянському Союзі», що поширювалася у самвидаві анонімно або під псевдонімами, провів послідовний марксистський аналіз становища в СРСР і передбачив неминучий швидкий крах радянської влади та реставрацію капіталізму.
На основі мемуарів, фото-, аудіо- та інших матеріалів архіву Г. М. Когана сценарист Михайло Дзюбенко (онук і спадкоємець музиканта) написав сценарій повнометражного (90 хв.) документального фільму про Когана. Втім Ірині Бессарабовой вдалося в 2004—2005 рр. зняти лише дві короткометражні картини «Григорій Коган. Транскрипція» і «Маленькі двері Консерваторії» (кожна тривалістю 26 хв.), а завершення третьої частини відкладено на невизначений термін через відсутність фінансування.

## Основні праці
- Школа фортепианной транскрипции, М., 1937, 1970;
- Советское пианистическое искусство и русские художественные традиции, М., 1948;
- У врат мастерства, М., 1958, 1961, 2004;
- О фортепианной фактуре, М., 1961;
- Работа пианиста, М., 1963, 1969, 2004;
- Ферруччо Бузони, М., 1964, 1971;
- Вопросы пианизма. Избранные статьи, М., 1968;
- Избранные статьи. Выпуск 2, М., 1972.
- Избранные статьи. Выпуск 3. М., 1985.